# Phlebiastes eurus
Phlebiastes eurus är en insektsart som beskrevs av Alexander Fyodorovich Emeljanov 1977. Phlebiastes eurus ingår i släktet Phlebiastes och familjen dvärgstritar. Inga underarter finns listade i Catalogue of Life.